# Stictoleptura erythroptera
Stictoleptura erythroptera là một loài bọ cánh cứng trong họ Cerambycidae.